# Enderleinia fumipennis
Enderleinia fumipennis är en insektsart som beskrevs av Schmidt 1924. Enderleinia fumipennis ingår i släktet Enderleinia och familjen Machaerotidae. Inga underarter finns listade i Catalogue of Life.